# (21506) Betsill
(21506) Betsill (1998 KH30) – planetoida z grupy pasa głównego asteroid okrążająca Słońce w ciągu 3,51 lat w średniej odległości 2,31 j.a. Odkryta 22 maja 1998 roku.